# Deutscher Künstlerbund
Le Deutscher Künstlerbund (« La Ligue des artistes allemands »), est une association nationale allemande, fondée le 16 novembre 1903, par des artistes allemands désirant défendre la liberté de création artistique et promouvoir les jeunes artistes.
Le Deutscher Künstlerbund fut créé pour décloisonner l'association existante de la Berliner Secession, regrouper les associations locales et élargir leur champ d'action culturelle et artistique. La motivation était d'abord une approche commune de la tutelle publique sur le monde de l'art, afin de garantir la liberté artistique en favorisant la diversité des courants artistiques (expressionnisme, impressionnisme, Art nouveau, Art déco, etc. à travers des rencontres et forums. Une autre action était de promouvoir les jeunes artistes auprès de leurs confrères afin qu'ils puissent obtenir aides, bourses et stages.
Parmi ces fondateurs, il y a notamment Harry Kessler, Eberhard von Bodenhausen, Lovis Corinth, Max Klinger, Alfred Lichtwark, Max Liebermann, sous parrainage de Harry Graf Kessler
En 1933, avec l'accession du régime nazi, des artistes, tels que Ernst Barlach, Erich Heckel ou Ludwig Mies van der Rohe résistèrent à ce nouveau régime à travers le Deutscher Künstlerbund. Le régime nazi taxa ce mouvement d'artistes d'art dégénéré et interdit l'association Deutscher Künstlerbund en 1936.
Après la Seconde Guerre mondiale, l'association se réorganisa et reprit du service en 1950, avec notamment Karl Hofer, Willi Baumeister, Karl Hartung, et Karl Schmidt-Rottluff. Ils reprirent la politique culturelle d'avant-guerre, dans la tradition de l'association.
Le Deutscher Künstlerbund est membre de la "Société de gestion collective de l'art à l'écran" (der Verwertungsgesellschaft Bild-Kunst), de la "Société international des Beaux-Arts" (der Internationalen Gesellschaft der Bildenden Künste) (IGBK) et de la "Section des Beaux-Arts du Conseil culturel allemand" (der Sektion Bildende Kunst im Deutschen Kulturrat). Elle est également un membre actif de la villa Romana de Florence.
En 2003, les artistes allemands ont célébré le centième  anniversaire du Deutscher Künstlerbund en rappelant qu'elle est une des associations les plus anciennes et prestigieuses d'Europe. Le Deutscher Künstlerbund compte actuellement 600 artistes membres actifs.